# Carolina Meléndez Fernández
Carolina Meléndez Fernández   (Barcelona, 10 d'abril de 1932 - 25 de juliol de 1987) infermera catalana que esdevingué la primera Cap de Secció d’Infermeria de la Generalitat moderna. Defensora de l'autonomia infermera, del caràcter diferenciador de la professió i del seu esperit crític.

## Biografia
El juliol del 1953 va obtenir el títol d'infermera per l'Escola Universitària d'Infermeria Santa Madrona  en aquell temps anomenada  "Escuela de enfermeras Sociales de la Caja de Pensiones para la vejez y de ahorros”. L'any 1954 començà la seva trajectòria professional a Londres, al St Olave's Hospital, on va obtenir la categoria d’infermera encarregada responsable d'una unitat de 30 usuaris. L'any 1955 s'incorporà a la Clínica Maternal de Santa Madrona com a infermera interina en torn de nit i entrà a la plantilla efectiva el març de 1957. Aleshores s'encarregà de diverses especialitats en els serveis (part sense dolor, radio-diagnòstic). L'any 1971 és nomenada infermera-cap de la Clínica Maternal de Santa Madrona. El 1977, quan desapareix l’assistència maternal de l’Obra Social de la CPVE, rep el nomenament d’infermera cap de l’Institut de Santa Madrona, on treballa fins al 1982. Fou la primera infermera i exalumna de Santa Madrona que impartí la conferència inaugural el curs acadèmic 1972-1973. El títol de la conferència era "La enfermera en la sociedad de hoy".
L'any 1970 ocupà el càrrec de vocal de la Junta Directiva dins de la Secció d'Organització Hospitalària al Col·legi provincial d'infermeres i ATS de Barcelona actualment Col·legi Oficial d'Infermeres i Infermers de Barcelona (COIB). Aquest mateix any es publica la Llei 14/1970, de 4 d'agost, General d'Educació i Finançament de la Reforma Educativa, que en la seva Disposició Transitòria segona, apartat setè estableix que les Escoles d'ATS han de convertir-se en Escoles Universitàries o en Centres de Formació Professional, el que deixa al col·lectiu professional sense definició. Diferents grups d'infermeres es mobilitzen per convertir els estudis en universitaris. Carolina Meléndez conjuntament amb Maria Llobet, Maria Dolors Agell i Roser Tey Freixa redacten un avantprojecte dels estudis universitaris, que es presenta a la Delegació del Ministeri d’Educació.
La reivindicació del col·lectiu d'infermeria te un ressò a nivell de tot el país, generant-se el moviment anomenat "la revolución de las batas blancas", que entre altres mobilitzacions convoca el 27 de maig de 1976 una vaga general d'infermeres que es materialitza l'1 de juny en totes les escoles d'ATS i la majoria dels centres sanitaris. El dia 23 de juny en un col·loqui sobre la sanitat pública i col·legis professionals Carolina Meléndez que hi participava com a vocal del Col·legi d'ATS de Barcelona, aprofita la tribuna per defensar les reivindicacions de les infermeres i defensar que els estudis siguin universitaris.
L'any 1982 sent Conseller de Sanitat Josep Laporte Salas i Directora General Elvira Guilera Soler, es crea a la Direcció General d'Assistència Sanitària del Departament de Sanitat i Seguretat Social, la Secció d'Infermeria de la que es nombra cap a Carolina Meléndez, ocuparà aquest càrrec durant dos anys. És també en aquest període que ocupa el càrrec d'assessora temporal de l'Organització Mundial de la Salut (OMS).
El 6 de maig de 1982 es signa l'acta fundacional de l'Associació Catalana d'Infermeria (ACI), de la que Carolina Meléndez és cofundadora i de la que pasa a ser Presidenta.
L'any 1984 és nomenada directora de l'Escola Universitària d'Infermeria Santa Madrona, càrrec que ocupà fins a la seva mort l'any 1987. De la seva aportació en aquesta institució destaca l'impuls de l'Associació d'Exalumnes que s'havia creat l'any 1968 i al seu del butlletí mensual, que l'any 1985 passa a ser monogràfic sobre temes d'interès per al col·lectiu. Carolina Meléndez estava alineada amb les bases de Virginia Henderson, defensava el desenvolupament del propi rol professional, la figura de la infermera comunitària i la formació continuada de les infermeres.

## Premi Carolina Meléndez
[modifica]
L'any 2011 la Societat Catalano-Balear d'Infermeria creà els Premis Carolina Meléndez, destinats a reconèixer i divulgar les aportacions que han conduït a un creixement de la professió infermera, ja sigui en activitats de especial relleu o en el conjunt de la trajectòria professional, d’una infermera o infermer català o vinculat als Països Catalans.